# Periclimenes granulimanus
Periclimenes granulimanus är en kräftdjursart som beskrevs av Bruce 1978. Periclimenes granulimanus ingår i släktet Periclimenes och familjen Palaemonidae. Inga underarter finns listade i Catalogue of Life.